# Tulul al-Humur
Tulul al-Humur (tiếng Ả Rập: تلول الحمر) là một ngôi làng Syria nằm ở phó huyện Salamiyah thuộc huyện Salamiyah, Hama. Theo Cục Thống kê Trung ương Syria (CBS), Tulul al-Humur có dân số 989 trong cuộc điều tra dân số năm 2004.